# Флаг Калгари
Флаг Калгари — один из официальных символов города Калгари, крупнейшего населённого пункта канадской провинции Альберта.На официальном флаге Калгари изображены ковбойская шляпа и буква «C» на красном поле с белыми полосами сверху и снизу. Флаг был принят в 1983 году в результате конкурса. Дизайн флага был разработан Гвином Кларком (англ. Gwin Clarke) и Ивонн Фритц; последняя впоследствии стала членом Законодательного собрания Альберты.
Предыдущий флаг представлял собой белое поле с красной вертикальной полосой в левой трети. Внутри красной полосы был расположен герб города. На белой части флага был изображена надпись «Калгари» с кленовыми листьями канадского флага над и под текстом.

## Дизайн и смысл

### Первый флаг
На первом флаге Калгари было изображено первое поле с красной вертикальной полосой, охватывающей левую треть флага. На красной полосе была чёрная буква «C», которая охватывала вертикально противолежащий вариант герба города, причем левая половина буквы была белой охватывающая вертикально противолежащий вариант герба города. Левая половина буква была выкрашена в белый цвет на чёрном фоне, а правая — в чёрный цвет на белом фоне. Высота буквы «С» составляла половину высоты флага. Справа от полосы была расположена надпись «Калгари», написанная заглавными буквами и чёрным шрифтом sans-serif. Над и под текстом были расположены кленовые листья, аналогичные изображённым на флаге Канады.

### Второй флаг
Красное поле символизирует форму Северо-Западной конной полиции. Красно-белая цветовая гамма флага символизирует гостеприимство. Белые полосы занимают 3⁄32 часть от общей высоты флага. Большая буква «С», составляющая 11⁄16 часть от общей высоты флага, символизирует столетний юбилей города и его культуру, а также гармонию как внутри города, так и между его жителями. Вдоль окружности буквы «C» расположено внешнее кольцо небольших размеров. Белая шляпа Калгари, расположенная внутри буквы «C», символизирует историю родео в Калгари. Шляпа намеренно помещена внутрь буквы «С» в качестве символа людей, живущих внутри города.
Из-за цветовой гаммы и использования ковбойской шляпы флаг в шутку сравнивают с логотипом сети ресторанов быстрого питания Arby's, а также критикуют за его простоту.

## История
Конкурс был организован Комитетом по празднованию столетия инкорпорации совместно с Городским советом Калгари. Победителями конкурса стали Гвин Кларк и Ивонн Фритц. Фритц позднее стала депутатом Законодательного собрания Альберты от избирательного округа Калгари-Кросс. Предполагается, что первый дизайн флага использовался вплоть до 3 октября 1983 года, когда он был заменен флагом, победившим на конкурсе. Дизайн был выбран Брюсом Ли, одним из судей конкурса. В 2022 году Джоном Викерсом был предложен дизайн нового флага, однако он был отклонен Городским советом.

## Использование

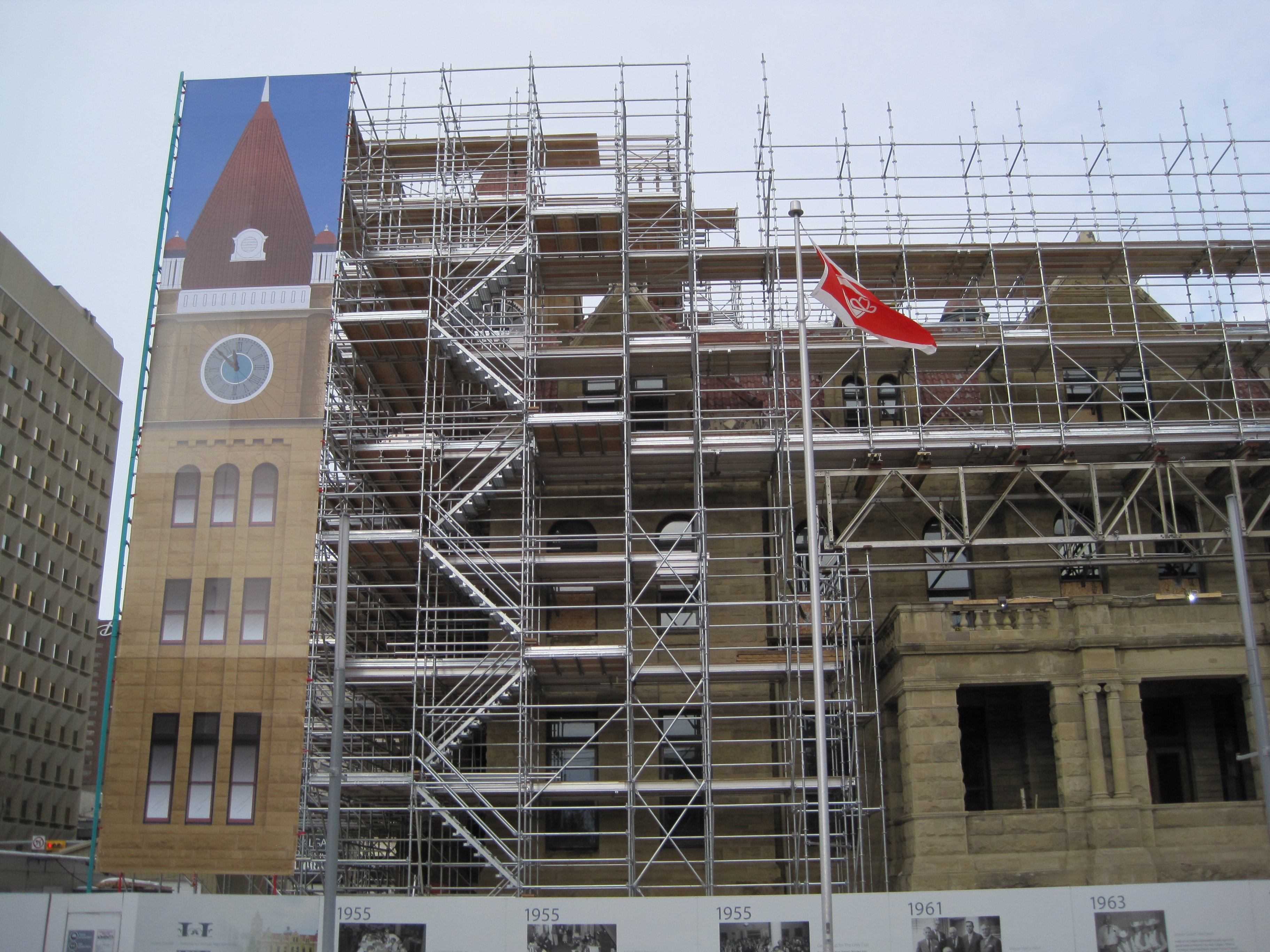
Флаг развевается возле здания Городского совета Калгари

Официальный флаг Калгари развевается над зданием мэрии и в зале заседаний Городского совета.